# The Herb Spectacles
The Herb Spectacles is een mariachi-band die halverwege 1999 ontstaan is toen leden van The Treble Spankers en de Amsterdam Klezmer Band bijeen kwamen. 
Na een optreden op het Lowlands festival in 2000 zijn ze bekender geworden bij het grote publiek en speelden ze veel live. Het "Herb" in de naam is een verwijzing naar Herb Alpert, die een easy-listeningvariant van de mariachistijl populair maakte.

## Discografie
- The Incredible World Of The Herb Spectacles (cd) (2003)
- Bongolito's Hideaway (cd) (2006)
- Everything After All, nummer Hilo de Seda (compilatie-cd) (2006)